# Dalton (Missouri)
Dalton è un villaggio degli Stati Uniti d'America, situato nello Stato del Missouri, nella contea di Chariton.